# キャリアアップ助成金
キャリアアップ助成金（キャリアアップじょせいきん）とは、日本において雇用保険法等を根拠に、非正規雇用労働者の企業内でのキャリアアップを促進す
るため、正社員化、処遇改善の取組を実施した事業主に対する助成金の一である。雇用保険のなかの「雇用保険二事業」と呼ばれる事業のうちの雇用安定事業（雇用保険法第62条）として行なわれる。
労働者の意欲、能力を向上させ、事業の生産性を高め、優秀な人材を確保するために、企業内でのキャリアアップを促進する。

## コース
本助成金は次の7つのコースに分けられる。
正社員化コース
有期契約労働者等の正規雇用労働者・多様な正社員等への転換等を助成する。本記事で「正社員」とは、いわゆる「多様な正社員（勤務地・職務限定正社員、短時間正社員）」を含む。
賃金規定等改定コース
有期契約労働者等の賃金規定等を改定した場合に助成する。
健康診断制度コース
有期契約労働者等に対し、労働安全衛生法上義務づけられている健康診断以外の一定の健康診断制度を新たに規定し、適用した場合に助成する。
賃金規定等共通化コース
有期契約労働者等に関して、正規雇用労働者と共通の職務等に応じた賃金規定等を新たに設け、適用した場合に助成する。
諸手当制度共通化コース
有期契約労働者等に関して、正規雇用労働者と共通の諸手当に関する制度を新たに設け、適用した場合に助成する。
選択的適用拡大導入時処遇改善コース
労使合意に基づき社会保険の適用拡大の措置を講じ、新たに被保険者とした有期契約労働者等の基本給を増額した場合に助成する。
短時間労働者労働時間延長コース
短時間労働者の週所定労働時間を5時間以上延長し、当該労働者が新たに社会保険適用となった場合に助成する。 

## キャリアアップ計画
助成金の利用に当たっては、「有期契約労働者等のキャリアアップに関するガイドライン」に沿って、キャリアアップ計画を作成しなければならない。当該ガイドラインは、事業主が、助成措置を活用しつつ、有期契約労働者等のキャリアアップを積極的に図る際に、配慮することが望ましい事項として策定されたものである。
計画には、有期契約労働者等のキャリアアップに向けた取り組みを計画的に進めるため、今後のおおまかな取り組みイメージをあらかじめ記載する。キャリアアップ管理者（有期契約労働者等のキャリアアップに取り組む者として必要な知識および経験を有していると認められる者）は、計画作成に当たり、その事業所の過半数労働組合等からの意見を聴く必要がある。具体的に記載する事項は以下の通りである。
- キャリアアップ計画期間（3年以上5年以内）
- キャリアアップ計画期間中に講じる措置の項目
- 対象者
- 目標
- 目標を達成するために講じる措置
- キャリアアップ計画全体の流れ

キャリアアップ計画の措置の内容によっては、就業規則の改訂も必要となる。

## 受給額
| 産業分類             | 資本金の額・出資の総額 | 常時雇用する労働者の数 |
| -------------------- | ---------------------- | ---------------------- |
| 小売業(飲食店を含む) | 5,000万円以下          | 50人以下               |
| サービス業           | 5,000万円以下          | 100人以下              |
| 卸売業               | 1億円以下              | 100人以下              |
| その他の業種         | 3億円以下              | 300人以下              |

括弧内は生産性要件を満たした場合の金額。
正社員化コース
1人あたり、
- 有期雇用を正規雇用に転換した場合 - 中小企業は57万円（72万円）、中小企業以外は42万7,500円（54万円）
- 有期雇用を無期雇用に転換した場合 - 中小企業は28万5,000円（36万円）、中小企業以外は21万3,750円（27万円）
- 無期雇用を正規雇用に転換した場合 - 中小企業は28万5,000円（36万円）、中小企業以外は21万3,750円（27万円）
- 派遣労働者を派遣先で正規雇用で直接雇用する場合 - 28万5,000円（36万円）（中小企業、中小企業以外とも同額）

賃金規定等改定コース
1事業所当たり、
- 全ての賃金規定等を2%以上増額改定した場合（中小企業において3%以上増額した場合は、下記の金額にさらに1人当たり14,250円（18,000円）加算する）
  - 対象労働者数1~3人 - 中小企業は95,000円（12万円）、中小企業以外は71,250円（90,000円）
  - 対象労働者数4~6人 - 中小企業は19万円（24万円）、中小企業以外は14万2,500円（18万円）
  - 対象労働者数7~10人 - 中小企業は28万5,000円（36万円）、中小企業以外は19万円（24万円）
  - 対象労働者数11~100人 - 対象労働者1人当たり、中小企業は28,500円（36,000円）、中小企業以外は19,000円（24,000円）
- 雇用形態別、職種別等の賃金規定等を2%以上増額改定した場合（中小企業において3%以上増額した場合は、下記の金額にさらに1人当たり7,600円（9,600円）加算する）
  - 対象労働者数1~3人 - 中小企業は47,500円（6万円）、中小企業以外は33,250円（42,000円）
  - 対象労働者数4~6人 - 中小企業は95,000円（12万円）、中小企業以外は71,250円（9万円）
  - 対象労働者数7~10人 - 中小企業は14万2,500円（18万円）、中小企業以外は95,000円（12万円）
  - 対象労働者数11~100人 - 対象労働者1人当たり、中小企業は14,250円（18,000円）、中小企業以外は9,500円（12,000円）

健康診断制度コース
1事業所当たり、中小企業は38万円（48万円）、中小企業以外は28万5,000円（36万円）
賃金規定等共通化コース
1事業所当たり、中小企業は57万円（72万円）、中小企業以外は42万7,500円（54万円）とし、さらに対象となる有期契約労働者等1人当たり中小企業は2万円（2.4万円）、中小企業以外は1.5万円（1.8万円）を加算する。
諸手当制度共通化コース
1事業所当たり、中小企業は38万円（48万円）、中小企業以外は28万5,000円（36万円）とし、さらに対象となる有期契約労働者等1人当たり中小企業は1.5万円（1.8万円）、中小企業以外は1.2万円（1.4万円）を加算する。
選択的適用拡大導入時処遇改善コース
基本給の増額割合に応じて、1人当たり、
- 増額割合3％以上5％未満 - 中小企業は29,000円（36,000円）、中小企業以外は22,000円（27,000円）
- 増額割合5％以上7％未満 - 中小企業は47,000（60,000円）、中小企業以外は36,000円（45,000円）
- 増額割合7％以上10％未満 - 中小企業は 66,000円（83,000円）、中小企業以外は50,000円（63,000円）
- 増額割合10％以上14％未満 - 中小企業は94,000円（11万9,000円）、中小企業以外は71,000円（89,000円）
- 増額割合14％以上 - 中小企業は13万2,000円（16万6,000円）、中小企業以外は 99,000円（12万5,000円）

短時間労働者労働時間延長コース
1人当たり、中小企業は22万5,000円（28万4,000円） 、中小企業以外は16万9,000円（21万3,000円）
- 上記「賃金規定等改定コース」又は「選択的適用拡大導入時処遇改善コース」と併せて実施し、労働者の手取り賃金が減少しない取組をした場合は、1時間以上5時間未満の延長でも減額された金額が助成される。